# Vertemati
La Vertemati è un'azienda italiana di motociclette con sede a Triuggio. Fondata nel 1993 a Ronco Briantino, prende il nome dal cognome dei due fratelli soci fondatori, Alvaro e Guido. Si era immediatamente specializzata in costruzione di moto da competizione per fuoristrada, cross, enduro e supermotard.
Dal 2002 sono iniziate delle vicissitudini societarie che hanno portato al fallimento societario nel 2004; il solo marchio è stato riacquisito dalla procedura fallimentare da altri imprenditori, tra cui i fondatori, che hanno ripreso l'attività come Vertemati Racing

## Storia
Contando sulla loro esperienza nel campo del motocross, i fratelli Alvaro e Guido Vertemati, cominciarono, quasi per scommessa, a realizzare moto praticamente artigianali.
La loro esperienza nasceva principalmente da Husaberg, della quale erano stati anche soci ed importatori per l'Italia per una decina di anni. In seguito alla rottura dei rapporti con tale azienda - che ben presto finì nelle mani dell'austriaca KTM - i fratelli Vertemati realizzarono la C500, che riprendeva alcune soluzioni tecniche Husaberg, come l'airbox nella trave quadro del telaio per risparmiare spazio.

## La VOR
La C500, adeguatamente evoluta, era destinata a dar vita al primo modello del reparto corse VOR (acronimo di Vertemati Offroad Racing), divisione dell'azienda nata nel 1998, il 492, poi ribattezzato 503, con distribuzione a cascata di ingranaggi e nel caso della C500, forcellone interamente ricavato dal pieno.
In seguito a una crisi societaria, nel 2002 l'azienda è stata assorbita dalla Mondial Off Road (gruppo Mondial Moto) e la società è stata ridenominata VOR Motorcycles. In seguito alle peripezie economiche che hanno contraddistinto anche il gruppo acquirente, l'azienda per lungo tempo non risultava neppure più attiva.

## Vertemati Racing
Dopo la ripresa dal fallimento nel 2004, i modelli sono stati riproposti con il nome Vertemati Racing in versione sia cross che enduro e supermotard. Le moto erano prodotte sia con avviamento a pedale (rigorosamente in avanti, caratteristica anche dei VOR) che elettrico (che però esclude quello a pedale).
Le moto disponevano di sospensioni WP, piastre forcella ricavate dal pieno, impianto frenante Brembo (cross/enduro) e Beringer (con pista in ghisa e cestello in avional) per le supermotard.